# PCC 7700/7800

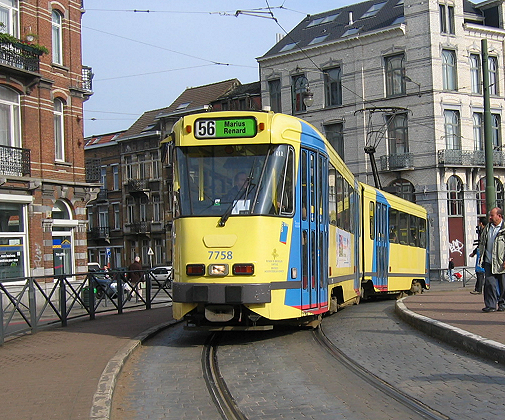
PCC 7700

A PCC 7700/7800 sorozatú villamosai az STIB első kétirányú (két vezetőállásos) villamos járművei.

## Történetük
A 7700-as és 7800 motorkocsik nem teljesen ugyanazon eredetű járművek. A 7700-as egy mára már eltűnt típusból lett átalakítva az 1980-as években, amikor azok felújítása megkezdődött és egységesítették a járműveket.

## A 7700-asok

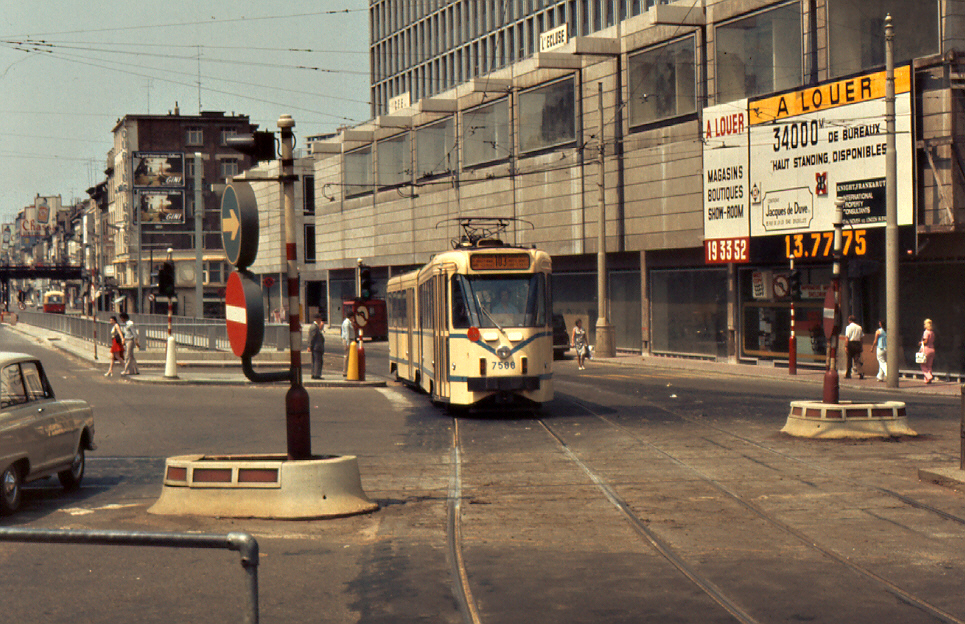
A 7586-os pályaszámú motorkocsi Brüsszelben

A 7700-as  az egyirányú 7500-as típusból származik, mely két kocsiszekrényből állt és  4 dupla ajtóval rendelkezett, egy oldalon, kocsiszekrényenként 2 ajtóval. Ez a sorozat 98 motorkocsiból állt. De ezek nem igen hasonlítottak a Caroline becenévre hallgató prototípusra, melynek pályaszáma 7500-as volt.
Ahogy megérkeztek a 7800-as és 7900-as sorozatú motorkocsik és a STIB megkezdte a fontos felújításukat, a járművek két vezetőállásúakká váltak. Így minden 7500-as motorkocsit a prototípus (7500-as pályaszámú) és az 1970-es években kiégett 7529-es pályaszámú kivételével mindet átalakították.

## A járműflotta

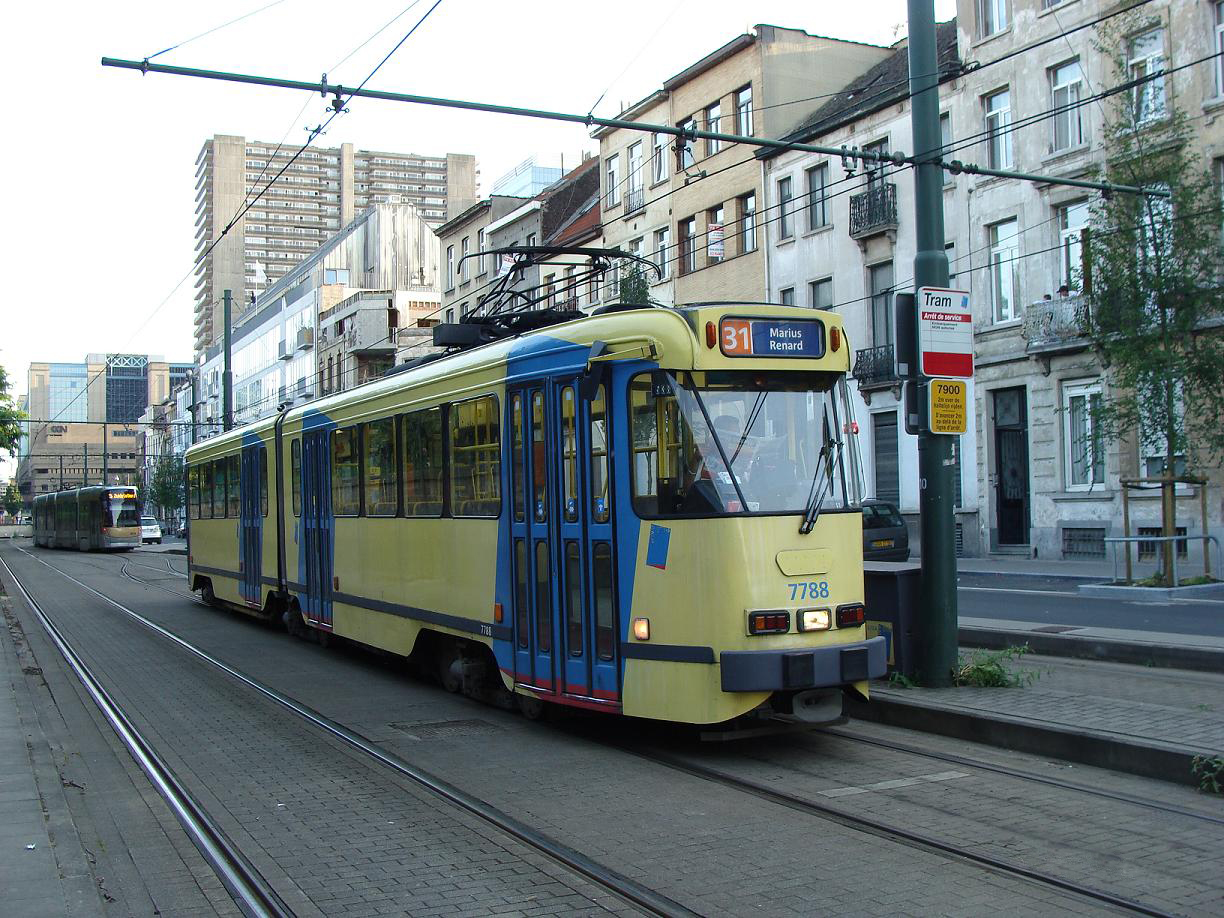
A 7788-as PCC visszafog a brüsszeli Gare du Nord-nál

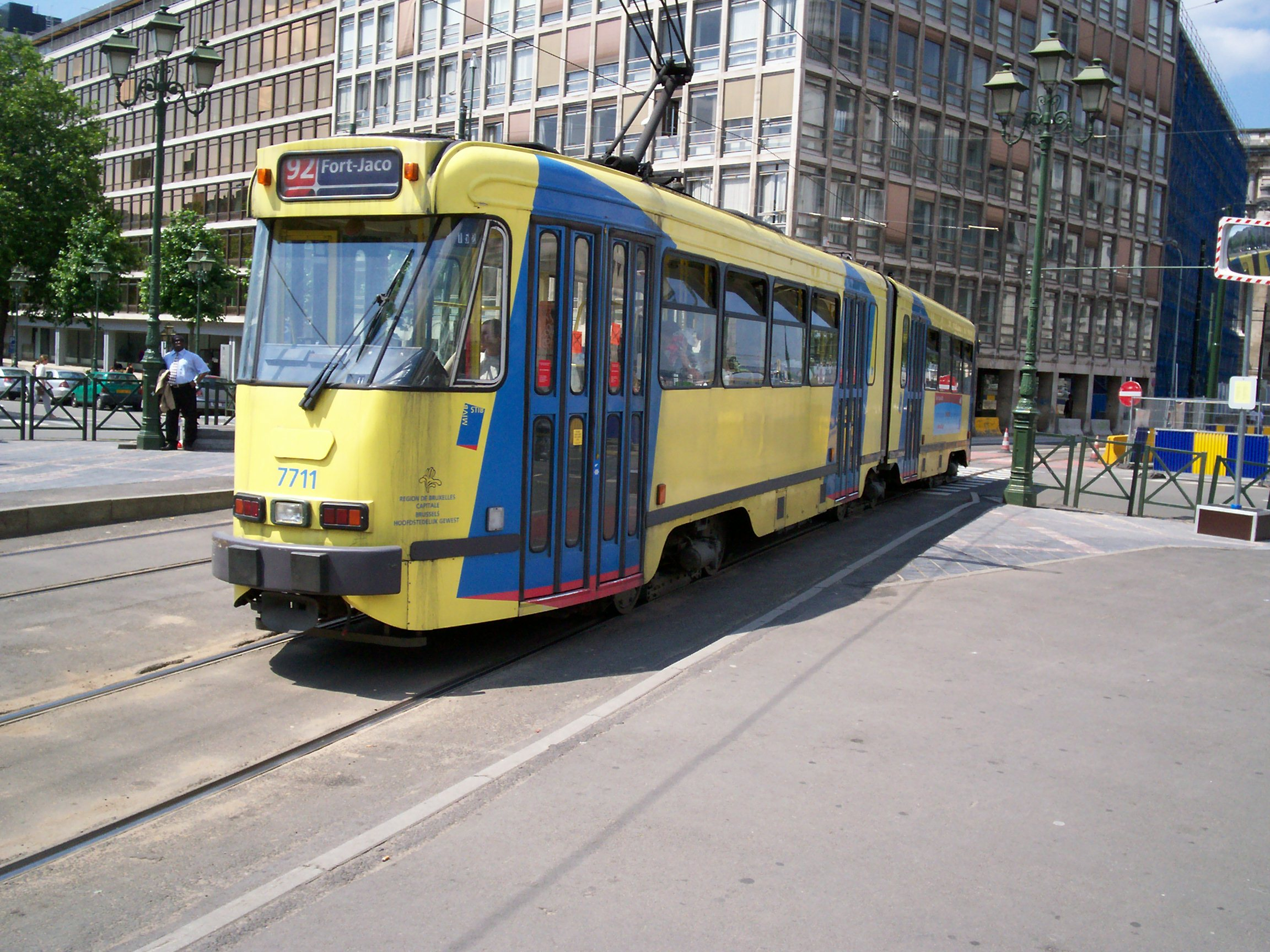
A 7711-es PCC a Place Louise-on

A 7700/7800-asok (30 db) 1972-ben történő átadása teljesen forradalmi megújulást hozott a STIB életében a vonalakon ekkor futó 7000/7100-as 7500-asok mellett. Az új motorkocsik 2 vezetőállással és 2 oldali ajtóval rendelkeztek. Ez lehetővé tette a kihúzó vágányokkal rendelkező végállomások létesítését, alkalmazását. A siker olyannyira elképesztő volt, hogy a STIB felbuzdult  az összes 7500-as motorkocsi átalakítására 7700-as típusra a 7500-as pályaszámú "Caroline" kivételével.
Ezek a típusok napjainkban Brüsszel négy kocsiszínében vannak elosztva.